# Biblioteka Antyczna
Biblioteka Antyczna – seria wydawnicza wydawana pierwotnie w latach 1998–2008 przez wydawnictwo Prószyński i S-ka, reaktywowana w 2012 roku przez Wydawnictwo Uniwersytetu Wrocławskiego. Inicjatorem serii oraz redaktorem pierwszych pięciu tomów był Jerzy Ciechanowicz. Od 1999 r. redaktorem serii jest Ariadna Masłowska-Nowak. W 2014 roku Ministerstwo Nauki i Szkolnictwa Wyższego przyznało w ramach Narodowego Programu Rozwoju Humanistyki grant na dalsze wydawanie serii.
W 2012 r. dwa tomy powierzono do wydania Wydawnictwu Uniwersytetu Wrocławskiego.
Tomiki z serii zawierają przekłady klasycznych dzieł literatury greckiej i rzymskiej: zarówno wznowienia tłumaczeń już istniejących, jak i przekłady nowe – w tym również dzieł, które dotychczas nie zostały przełożone na język polski. W poszczególnych tomach oprócz tekstu przekładu znajduje się wprowadzenie o charakterze eseistycznym, przypisy niezbędne do zrozumienia tekstu, mapki, indeks oraz inne dodatki. Pierwszym wydanym tytułem była Odyseja w przekładzie Jana Parandowskiego.
W ramach Biblioteki Antycznej ukazały się m.in. pierwsze od dziesięcioleci nowe tłumaczenia Sztuki kochania Owidiusza i komedii Plauta, a także wiele pierwszych polskich przekładów, m.in. O budowlach Prokopiusza, Obrazów Filostrata Starszego, czy też Czworoksiągu (Tetrabiblos) Klaudiusza Ptolemeusza.
Seria otrzymała nagrodę miesięcznika Literatura na Świecie za rok 2002.
Tomy wydane w serii:
1998
1. Homer, Odyseja, przeł. Jan Parandowski
2. Priapea, przeł. Jerzy Ciechanowicz
3. Prokopiusz z Cezarei, Historia sekretna, przeł. Andrzej Konarek
1999
4. Apulejusz, Metamorfozy albo Złoty osioł. Apologia, czyli W obronie własnej księga o magii, przeł. Edwin Jędrkiewicz, Jan Sękowski
5. Witruwiusz, O architekturze ksiąg dziesięć, przeł. Kazimierz Kumaniecki
6. Hezjod, Narodziny bogów (Theogonia). Prace i dni. Tarcza, przeł. Jerzy Łanowski
7. Homer, Iliada, przeł. Kazimiera Jeżewska
8. Longos, Dafnis i Chloe, przeł. Jan Parandowski
2001
9. Ammianus Marcellinus, Dzieje rzymskie; t. I, przeł. Ignacy Lewandowski
10. Arystofanes, Komedie, t. I: Acharnejczycy, Rycerze, Chmury, Osy, Pokój, przeł. Janina Ławińska-Tyszkowska
11. Cezar, O wojnie domowej, przeł. Jan Parandowski
2002
12. Ammianus Marcellinus, Dzieje rzymskie; t. II, przeł. Ignacy Lewandowski
13. Cyceron, Filipiki. Mowy przeciwko Markowi Antoniuszowi, przeł. Karolina Ekes
14. Filodemos, O muzyce. O utworach poetyckich. Epigramy, przeł. Krystyna Bartol
15. Plaut, Komedie, t. I: Żołnierz samochwał, Amfitrion, przeł. Ewa Skwara
2003
16. Arystofanes, Komedie, t. II: Ptaki, Lizystrata, Thesmoforie, Żaby, Sejm kobiet, Plutos, przeł. Janina Ławińska-Tyszkowska
17. Fizjolog, przeł. Katarzyna Jażdżewska
18. Plaut, Komedie, t. II: Osły, Misa pełna złota, przeł. Ewa Skwara
19. Poliajnos, Podstępy wojenne, przeł. Małgorzata Borowska
2004
20. Posejdippos, Epigramy, przeł. Jerzy Danielewicz
21. Filostrat Starszy, Obrazy, przeł. Remigiusz Popowski
22. Sofokles, Antygona, przeł. Robert Chodkowski
23. Plaut, Komedie, t. III: Dwie Bakchidy, Jeńcy, przeł. Ewa Skwara
24. Ajschines, Mowy: I. Przeciw Timarchosowi, II. O poselstwie, III. Przeciw Ktezyfontowi, przeł. Włodzimierz Lengauer
25. Plutarch, Żywoty, t. I: Tezeusz / Romulus; Likurg / Numa, przeł. Kazimierz Korus
2005
26. Klaudiusz Elian, O właściwościach zwierząt, przeł. Anna Komornicka
27. Klaudiusz Elian, Opowiastki rozmaite. Listy wieśniaków, przeł. Małgorzata Borowska
28. Terencjusz, Komedie, t. I: Dziewczyna z Andros, Za karę, Eunuch, przeł. Ewa Skwara
29. Eurypides, Tragedie, t. I: Alkestis, Medea, Dzieci Heraklesa, Hippolytos uwieńczony, Hekabe, Błagalnice, przeł. Jerzy Łanowski
30. Plutarch, Żywoty, t. II: Solon / Publikola; Temistokles / Kamillus, przeł. Kazimierz Korus, Lech Trzcionkowski
2006
31. Plutarch, Powiedzenia królów i wodzów. Powiedzenia spartańskie, przeł. Katarzyna Jażdżewska
32. Eurypides, Tragedie, t. II: Andromacha, Oszalały Herakles, Trojanki, Elektra, Ifigenia w kraju Taurów, Ijon, przeł. Jerzy Łanowski
33. Terencjusz, Komedie, t. II: Pasożyt Formion, Teściowa, Bracia, przeł. Ewa Skwara
34. Prokopiusz z Cezarei, O budowlach, przeł. Piotr Grotowski
2007
35. Eurypides, Tragedie, t. III: Helena, Fenicjanki, Orestes, przeł. Jerzy Łanowski
36. Eurypides, Tragedie, t. IV: Bakchantki, Ifigenia w Aulidzie, Cyklop, Rhesos, przeł. Jerzy Łanowski
37. Eneasz Taktyk, Obrona oblężonego miasta, przeł. Bogdan Burliga
38. Homeriká, czyli żywoty Homera i poematy przypisywane Poecie, przeł. Włodzimierz Appel
2008
39. Owidiusz, Sztuka kochania, przeł. Ewa Skwara
40. Cyceron, Brutus, czyli o sławnych mówcach, przeł. Magdalena Nowak
41. Hippokrates, Wybór pism, t. I, przeł. Marian Wesoły
42. Plutarch, Żywoty, t. III: Arystydes / Katon Starszy, przeł. Lech Trzcionkowski, Aleksander Wolicki
2012
43. Apollonios z Rodos, Wyprawa Argonautów po złote runo (Argonautika), przeł. Emilia Żybert-Pruchnicka
44. Klaudiusz Ptolemeusz, Czworoksiąg (Tetrabiblos), przeł. Grzegorz Muszyński
2015
45. Ksenofont, Wychowanie Cyrusa (Cyropaedia), przeł. Krzysztof Głombiowski, Bogdan Burliga, Anna Marchewka i Anna Ryś 
46. Fedrus, Bajki, przeł. Joanna Stadler
47. Eurypides, Tragedie, t. V: Fragmenty, przekład zbiorowy pod red. Małgorzaty Borowskiej
48. Marcjalis, Księga widowisk, przeł. Katarzyna Różycka-Tomaszuk
2016
49. Kallimach, Dzieła poetyckie, t. I, przeł. Janina Ławińska-Tyszkowska i Agnieszka Kotlińska-Toma
50. Gargiliusz, Lekarstwa z warzyw i owoców, przeł. Tatiana Krynicka
51. Dion Chryzostom, Mowy, t. I, przeł. Katarzyna Jażdżewska
52. Frontyn, Podstępy wojenne, przeł. Bogdan Burliga
53. Cyceron, Listy do Attyka, t. I, przeł. Katarzyna Różycka-Tomaszuk
54. Strabon, Zapiski geograficzne (Geografiká), przeł. Małgorzata Wróbel
2017
55. Kallimach, Dzieła poetyckie, t. II, przeł. Agnieszka Kotlińska-Toma i Emilia Żybert-Pruchnicka
56. Auzoniusz, Dzieła, t. I, przeł. Joanna Stadler
57. Plaut, Komedie, t. IV: Wesele Bazylii, Skrzyneczka, przeł. Ewa Skwara
58. Aulus Gelliusz, Noce attyckie, t. I, przeł. Mirosław Bielewicz
2018
59. Lykofron, Aleksandra, przeł. Emilia Żybert-Pruchnicka
60. Apollodor, Biblioteka opowieści mitycznych (Bibliothéke), przeł. Tomasz Mojsik
61. Orozjusz, Dzieje. Przeciw poganom ksiąg siedem, t. I, przeł. Kazimierz Obrycki i Maciej Staniszewski
62. Orozjusz, Dzieje. Przeciw poganom ksiąg siedem, t. II, przeł. Kazimierz Obrycki i Maciej Staniszewski
2019
63. Makrobiusz, Saturnalia. Uczty i rozmowy, t. I, przeł. Tomasz Sapota
64. Makrobiusz, Saturnalia. Uczty i rozmowy, t. II, przeł. Tomasz Sapota
65. Nonnos, Dzieje życia i ubóstwienia Dionizosa (Dionysiaká), t. I, przeł. Anna Lasek
66. Dion Chryzostom, Mowy, t. II, przeł. Katarzyna Jażdżewska
2021
67. Żywoty Ezopa, przeł. Maciej Staniszewski
72. Muzoniusz Rufus, Wykłady stoickie (Diatryby), przeł. Krzysztof Łapiński
2023
68. Aulus Gelliusz, Noce attyckie, t. II, przeł. Mirosław Bielewicz i Maciej Staniszewski
71. O Hippokratesie (Pseudoepigrafy i żywoty), przeł.  Magdalena Wiszowata
2024
69. Pindar, Ody na cześć zwycięzców (Epiníkia), przeł. Alicja Szastyńska-Siemion
70. Herodot, Historie, czyli badania nad dziejami, t. I, przeł. Maciej Staniszewski
73. Konstantyn Porfirogeneta, O zarządzaniu cesarstwem, przeł. Aleksander Paroń